# Little Raveley
Little Raveley är en by i civil parish Upwood and the Raveleys, i distriktet Huntingdonshire, i grevskapet Cambridgeshire i England. Byn är belägen 8 km från Huntingdon. Little Raveley var en civil parish fram till 1935 när blev den en del av Upwood and the Raveleys. Civil parish hade 51 invånare år 1931.